# Ковальов Микола Іванович (льотчик)

Ковальов Микола Іванович — радянський льотчик-винищувач, ас Другої Світової війни, полковник ВПС. Заслужений військовий льотчик СРСР (1956), нагороджений чотирма Орденами Червоного Прапора, трьома Орденами Червоної Зірки, Орденом Вітчизняної війни I ступеня і багатьма бойовими медалями. На його рахунку 21 збитий ворожий літак. Почесний громадянин міста Васильків (1980)

## Життєпис
Народився 9 травня 1917 року в Скотовате (зараз Верхньоторецьке Донецької області) в родині робітника Горлівського машинобудівного заводу Івана Івановича Коваля. Українець
З 1925 по 1932 рік вчився в Горлівській семирічній школі та в Ново-горлівському хіміко-технологічному робітфаку. У 1934 році поступив в Хіміко-технологічний інститут Дніпропетровська. У 1935 році був спрямований на навчання в Луганську льотну школу, яку закінчив в 1937 році. Служив молодшим льотчиком в стройових частинах Ленінградського військового округу. Освоїв техніку і тактику ведення нічного бою. У 1939 році відряджався в Монголію, де взяв участь у Боях на Халхин-Голі. В групі збив три японські винищувачі. Був нагороджений своїм першим орденом «Червоного Прапора» і медаллю «За відвагу». У 1940 році брав участь в Радянсько-фінській війні і був нагороджений орденом «Червоної Зірки». У серпні-вересні 1941 року брав участь у Іранській операціяї на півночі Ірану у складі 242 ИАП (Винищувальний Авіаційний Полк) Закавказького фронту. У 1942 році воював на Кримському фронті із завданням прикриття порту Керч і супроводи військового транспорту в Севастополь. 9 травня 1942 року при прориві німцями Кримського фронту та здачі Червоною Армією Кримського півострова капітан Ковальов на винищувачі І-153 на крилах було вивезено на Тамань два льотчики його ескадрильї Савін Л. І. та Рижий Л. К., майбутній Герой Радянського Союзу. За Кримську операцію нагороджено орденом «Червоного Прапора». Під час Битви за Кавказ служив у 743 ИАП у місті Грозний із завданням прикриття з повітря нафтовидобувних і нафтопереробних заводів та залізничної станції Беслан. За повітряні бої на Кавказі був нагороджений орденом «Червоної Зірки»
У 1943 році було сформовано 907-й ИАП полк ПВО особливого призначення, в якому було зараховано на посаду командира авіаескадрильї. У складі 907 ИАП брав участь у Битві на Курській дузіі і командиром полку Диденко Г. В. 9 червня 1943 року був представлений до нагородження званням Героя Радянського Союзу, але командувачем фронту нагорода була замінена на орден «Червоного Прапора».  Звільняв Україну та Київ від німецької окупації. Після участі в Корсунь-Шевченківській операції командир 907-го авіаполку Козлов Н. А. повторно подав документи до звання Герой Радянського Союзу і знову отримав відмову з невідомих причин.
1944 року працівники звільненого Васильківського району Київської області зібрали кошти, за які було вироблено десять винищувачів Ла-5, названу Васильківська ескадрилья. Майора Ковальова було призначено командиром цієї ескадрильї. Васильківська ескадрилья під командуванням майора Ковальова звільняла Мінськ та Варшаву.
Закінчив Другу Світову війну в небі над Берліном із особисто збитим 21 літаком ворога: бомбардувальниками, винищувачами і літаками-розвидниками.
З 25 квітня 1980 року — Почесний громадянин міста Васильків.
Після відходу в запас за станом здоров'я у 1957 році працював на підприємствах ДОСААФ та народного господарства Орла, Вінниці та Києва.
Похований у Києві на Берковецькому кладовищі.

## Список повітряних перемог
| № п/п | Дата перемоги | Тип літака | Місце перемоги |
| ----- | ------------- | ---------- | -------------- |
| 1     | 15.03. 1942   | Ju 88      | Керч           |
| 2     | 08.04.1942    | He 111     | Камиш-Бурун    |
| 3     | 16.04.1942    | Bf 109     | Керч           |
| 4     | 23.04.1942    | Bf 109     | Харджибиє      |
| 5     | 12.05.1942    | Bf 110     | Керч           |
| 6     | 17.07.1942    | He 111     | Грозний        |
| 7     | 17,07.1942    | He 111     | Грозний        |
| 8     | 05.11.1942    | Bf 110     | Грозний        |
| 9     | 12.12.1942    | Fw 190     | Орджонікідзе   |
| 10    | 08.05.1943    | Ju 88      | Щигри          |
| 11    | 20.05.1943    | Fw 190     | Курск          |
| 12    | 02.06.1943    | Fw 190     | Курск          |
| 13    | 02.06.1943    | Ju 87      | Курск          |
| 14    | 03.06.1943    | Bf 109     | Курск          |
| 15    | 07.11.1943    | He 111     | Київ           |
| 16    | 09.01.1944    | Ju 52      | Корсунь        |
| 17    | 14.01.1944    | He 111     | Корсунь        |
| 18    | 28.01.1944    | He 111     | Корсунь        |
| 19    | 25.05.1944    | Do 215     | Пинск          |
| 20    | 15.07.1944    | Do 215     | Смоленськ      |
| 21    | 01.09.1944    | He 111     | Смоленськ      |

## Літаки, на яких воював Ковальов
І-15бис
І-153
Як-1
ЛаГГ-3

## Військові посади і звання
1937—1939 молодший льотчик
1939—1941 командир ланки, лейтенант
1941—1942 заступник командира ескадрильї
1942—1944 командир ескадрильї, капитан
1944—1946 заступник командира полка, майор
1946—1948 штурман полка, підполковник
1953—1957 командир авіаційного полка, полковник

## Родина
Батько — Іван Іванович Ковальов (Коваль) 1893—1957 — майстер цеху парових котлів Горливського машинобудівного заводу.
Мати — Ковальова (Коцубанова) Мария Максимівна 1893—1964 — домогосподарка.
Брат — Ковальов Василій Иванович (1919—1943)- льотчик-винищувач, капитан. Загинув внаслідок аварії літака Bell P-39 Airacobra при перегоні трасою Алсиб в Якутії.
Брат — Ковальов Володимир Іванович — (1926—2008) -військовий, підполковник.
Дружина — Ковальова Ольга Олексійовна (1914—2005) — домогосподарка.
Донька — Валентина Миколївна — лікар-оториноларинголог.

## L;thtkf
- Журнал боевых действий 907 иап ОСНАЗ с описанием характерных воздушных боев днем и ночью. Период с 22.03.1943 по 09.08.1946 г.
- Журнал боевых действий 328 иад. Период с 01.01.1944 по 31.12.1944 г.
- Журнал боевых действий 328 иад. Период с 01.01.1945 по 31.01.1945 г.
- Журнал боевых действий 328 иад. Период с 01.02.1945 по 28.02.1945 г.
- Журнал боевых действий 328 иад. Период с 01.03.1945 по 31.03.1945 г.